# Демографска историја Панчева
Демографска историја Панчева

## Подаци из турског периода
У време турске (османске) управе (16-18. век) у Панчеву је живело претежно хришћанско становништво.

## Подаци из 1727. године
Према подацима из 1727. године, у Панчеву је забележено 66 српских породица.

## Подаци из 1753. године
Према подацима из 1753. године, Панчево је означено као српско насеље.

## Подаци из 1767. године
Према подацима из 1767. године, Панчево је било подељено на српски и немачки део: Српско Панчево имало је 424 породице, а Немачко Панчево 132 породице.

## Подаци из 1782. године
Према подацима из 1782. године, у Панчеву је било 2.966 православних становника.

## Подаци из 1787. године
Према подацима из 1787. године, у Панчеву је било 3.506 православних и 2.005 католичких становника.

## Подаци из 1890. године
Према подацима из 1890. године, становништво Панчева говорило је следеће језике: 
- српскохрватски = 7.872
- немачки = 7.284
- мађарски = 2.055
- румунски = 319
- словачки = 242

## Подаци из 1910. године
Према подацима из 1910. године, Панчево је имало 20.808 становника, који су говорили следеће језике:
- српски = 8.714 (41,88%)
- немачки = 7.467 (35,89%)
- мађарски = 3.364 (16,17%)
- словачки (1,17%)
- хрватски (0,65%)

## Подаци из 1921. године
Према подацима из 1921. године, у Панчеву су се говорили следећи језици:
- српски и хрватски (48%)
- немачки (37%)
- мађарски (8%)
- румунски (7%)

## Подаци из 1931. године
Према подацима из 1931. године, Панчево је имало 22.089 становника, који су говорили следеће језике:
- српски, хрватски, словеначки, македонски = 11.040
- немачки = 7.872
- мађарски = 1.746

## Подаци из 1948. године
Етнички састав Панчева према подацима из 1948. године — од укупно 30.516 становника, било је припадника следећих етничких група:
- Срби = 18.519
- Мађари = 5.196
- Словаци = 1.797
- Немци = 1.406
- Хрвати = 1.360
- Словенци = 446
- Руси = 415
- Румуни = 266
- Црногорци = 263
- Роми = 197
- Македонци = 185
- Бугари = 133
- Чеси = 126

## Подаци из 1961. године
Етнички састав Панчева према подацима из 1961. године — од укупно 40.570 становника, било је припадника следећих етничких група:
- Срби = 31.360
- Мађари = 3.223
- Хрвати = 1.569
- Македонци = 597
- Црногорци = 496
- Словенци = 357
- Роми = 145
- Југословени = 131

## Подаци из 1971. године
Етнички састав Панчева према подацима из 1971. године — од укупно 54.444 становника, било је припадника следећих етничких група:
- Срби = 42.413
- Мађари = 3.022
- Југословени = 1.902
- Хрвати = 1.580
- Македонци = 1.095
- Црногорци = 870
- Словенци = 288
- Муслимани = 231
- Роми = 125

## Подаци из 1981. године
Етнички састав Панчева према подацима из 1981. године — од укупно 71.009 становника, било је припадника следећих етничких група:
- Срби = 49.216
- Југословени = 7.630
- Мађари = 5.069
- Македонци = 1.662
- Хрвати = 1.338
- Црногорци = 1.336
- Муслимани = 414
- Роми = 362
- Словенци = 223
- Албанци = 124

## Подаци из 1991. године
Етнички састав Панчева према подацима из 1991. године — од укупно 72.793 становника, било је припадника следећих етничких група:
- Срби = 52.832
- Југословени = 6.370
- Мађари = 4.052
- Македонци = 1.748
- Словаци = 1.604
- Црногорци = 1.372
- Хрвати = 985
- Румуни = 769
- Роми = 652
- Муслимани = 377
- Немци = 229
- Бугари = 224
- Словенци = 148

## Подаци из 2002. године
Етнички састав Панчева према подацима из 2002. године — од укупно 77.087 становника, било је припадника следећих етничких група:
- Срби = 60.963
- Мађари = 3.279
- Југословени = 1.816
- Словаци = 1.407
- Македонци = 1.196
- Роми = 946
- Црногорци = 800
- Румуни = 746
- Хрвати = 712
- Муслимани = 254
- Немци = 172
- Бугари = 168
- Словенци = 121

## Популација и бројније етничке групе у Панчеву
| Година | Укупно | Срби   | Немци  | Југословени | Мађари | Словаци | Македонци | Црногорци | Хрвати | Остали |
| 1910.  | 20,808 | 41.88% | 35.89% | 0.00%       | 16.17% | 1.17%   | 0.00%     | 0.00%     | 0.65%  | 4.24%  |
| 1991.  | 72,793 | 72.57% | н.п.   | 8.75%       | 5.56%  | 2.20%   | 2.40%     | 1.88%     | 1.35%  | 5.29%  |
| 2002.  | 77,087 | 79.08% | н.п.   | 2.35%       | 4.25%  | 1.82%   | 1.55%     | 1.03%     | 0.92%  | 9.00%  |

## Подаци из 2011. године
| Година пописа     | 1948. | 1953.  | 1961.  | 1971.  | 1981.  | 1991.  | 2002.  |
| ----------------- | ----- | ------ | ------ | ------ | ------ | ------ | ------ |
| Број домаћинстава | 9.925 | 11.443 | 15.835 | 20.075 | 24.347 | 25.200 | 27.890 |

| Број чланова      | 1     | 2     | 3     | 4     | 5     | 6   | 7   | 8  | 9  | 10 и више | Просек |
| ----------------- | ----- | ----- | ----- | ----- | ----- | --- | --- | -- | -- | --------- | ------ |
| Број домаћинстава | 6.033 | 7.099 | 6.030 | 6.338 | 1.593 | 569 | 155 | 42 | 14 | 17        | 2,75   |

| Пол    | Укупно | Неожењен/Неудата | Ожењен/Удата | Удовац/Удовица | Разведен/Разведена | Непознато |
| ------ | ------ | ---------------- | ------------ | -------------- | ------------------ | --------- |
| Мушки  | 30.860 | 9.515            | 18.666       | 1.201          | 1.322              | 156       |
| Женски | 34.685 | 7.981            | 18.862       | 5.295          | 2.413              | 134       |
| УКУПНО | 65.545 | 17.496           | 37.528       | 6.496          | 3.735              | 290       |

| Пол    | Укупно                    | Пољопривреда, лов и шумарство | Рибарство                            | Вађење руде и камена | Прерађивачка индустрија       |
| ------ | ------------------------- | ----------------------------- | ------------------------------------ | -------------------- | ----------------------------- |
| Мушки  | 15.047                    | 694                           | 5                                    | 26                   | 5.932                         |
| Женски | 12.249                    | 365                           | 1                                    | 7                    | 3.011                         |
| УКУПНО | 27.296                    | 1.059                         | 6                                    | 33                   | 8.943                         |
| Пол    | Производња и снабдевање   | Грађевинарство                | Трговина                             | Хотели и ресторани   | Саобраћај, складиштење и везе |
| Мушки  | 502                       | 849                           | 2.105                                | 236                  | 1.243                         |
| Женски | 153                       | 230                           | 2.339                                | 422                  | 491                           |
| УКУПНО | 655                       | 1.079                         | 4.444                                | 658                  | 1.734                         |
| Пол    | Финансијско посредовање   | Некретнине                    | Државна управа и одбрана             | Образовање           | Здравствени и социјални рад   |
| Мушки  | 134                       | 755                           | 991                                  | 396                  | 341                           |
| Женски | 490                       | 768                           | 701                                  | 951                  | 1.700                         |
| УКУПНО | 624                       | 1.523                         | 1.692                                | 1.347                | 2.041                         |
| Пол    | Остале услужне активности | Приватна домаћинства          | Екстериторијалне организације и тела | Непознато            | Непознато                     |
| Мушки  | 434                       | 2                             | 1                                    | 401                  | 401                           |
| Женски | 414                       | 12                            | 3                                    | 191                  | 191                           |
| УКУПНО | 848                       | 14                            | 4                                    | 592                  | 592                           |